# 아파치 쿠두
아파치 쿠두(Apache Kudu)는 아파치 하둡 에코시스템을 위한 자유-오픈 소스 소프트웨어 컬럼 지향 데이터 스토어이다. 아파치 하둡 환경의 데이터 처리 프레임워크 대부분과 호환된다. 고속 데이터에 고속 애널리틱스를 활성화하기 위한 하둡의 스토리지 레이어를 제공한다.
아파치 쿠두를 빌드하기 위한 오픈 소스 프로젝트는 클라우데라의 내부 프로젝트로 시작되었다. 최초 버전의 아파치 쿠두 1.0은 2016년 9월 19일 출시되었다.

## 다른 스토리지 엔진과의 비교
프로젝트에 따르면 쿠두는 HBase와 일부 특징들을 공유하고 있다. 쿠두는 HBase처럼 "쿠두 인덱스 레코드 조회 및 뮤테이션을 지원하는 실시간 스토어"를 지원한다. 쿠두는 쿠두의 데이터모델이 더 전통적인 관계형인 반면 HBase는 스키마가 없다는 점에서 HBase와 차이가 있다. 쿠두의 "온 디스크(on-disk) 표현은 진정한 컬럼 방식이며 HBase/빅테이블과는 완전히 다른 스토리지 설계를 따른다".

## 같이 보기
- 아파치 피그
- 아파치 하이브
- 아파치 임팔라
- 아파치 드릴
- 아파치 스파크